# Sōka-Universität

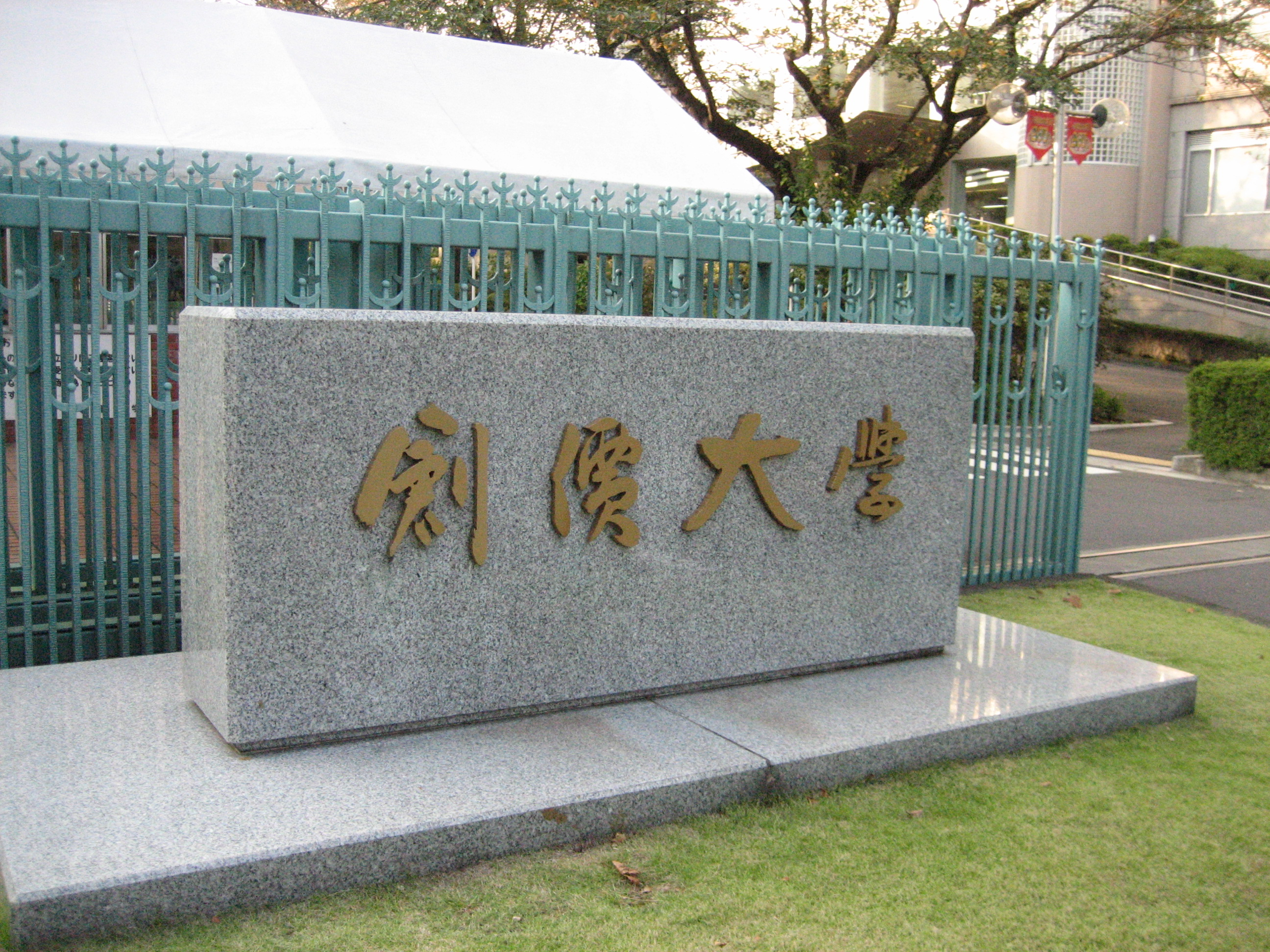
Haupteingang der Sōka-Universität

Die Sōka-Universität (jap. 創価大学, Sōka daigaku; kurz: Sōdai 創大) ist eine private japanische Universität in Hachiōji im Westen der Präfektur Tokio. Sie wurde 1971 von Daisaku Ikeda, damals Präsident der Sōka Gakkai, gegründet; bereits drei Jahre zuvor war die Sōka-Oberschule gegründet worden, so dass deren erste Absolventen ihre Ausbildung nahtlos auf der Universität fortsetzen konnten. Die Ausbildungsprinzipien der Sōka-Universität gehen auf Makiguchi Tsunesaburō, den Gründer der Sōka Gakkai, und sein „System werteschaffender Erziehung“ zurück.
2001 wurde in Aliso Viejo, Kalifornien, die Schwesteruniversität Soka University of America gegründet. Neben dieser unterhält die Universität intensive Austauschbeziehungen zu einer Reihe von Universitäten in der Volksrepublik China, die bereits unmittelbar nach der Aufnahme diplomatischer Beziehungen in den 1970er Jahren geknüpft wurden.